# Centrale medeklinker
Een centrale of  mediale medeklinker is een medeklinker die wordt geproduceerd indien lucht uit de longen door het midden van de mond over de tong ontsnapt. 
Voorbeelden van centrale medeklinkers zijn de stemloze velare plosive (zoals de "k" in het Engelse woord "skin"), de stemhebbende alveolare fricatief (zoals de "z" in het Engelse woord "zoo") en de alveolare nasaal.
Een medeklinker waarbij de lucht juist langs de zijkanten van de tong stroomt heet een lateraal.